# Miomantis alata
Miomantis alata är en bönsyrseart som beskrevs av Giglio-tos 1917. Miomantis alata ingår i släktet Miomantis och familjen Mantidae. Inga underarter finns listade i Catalogue of Life.